# Piel oscura

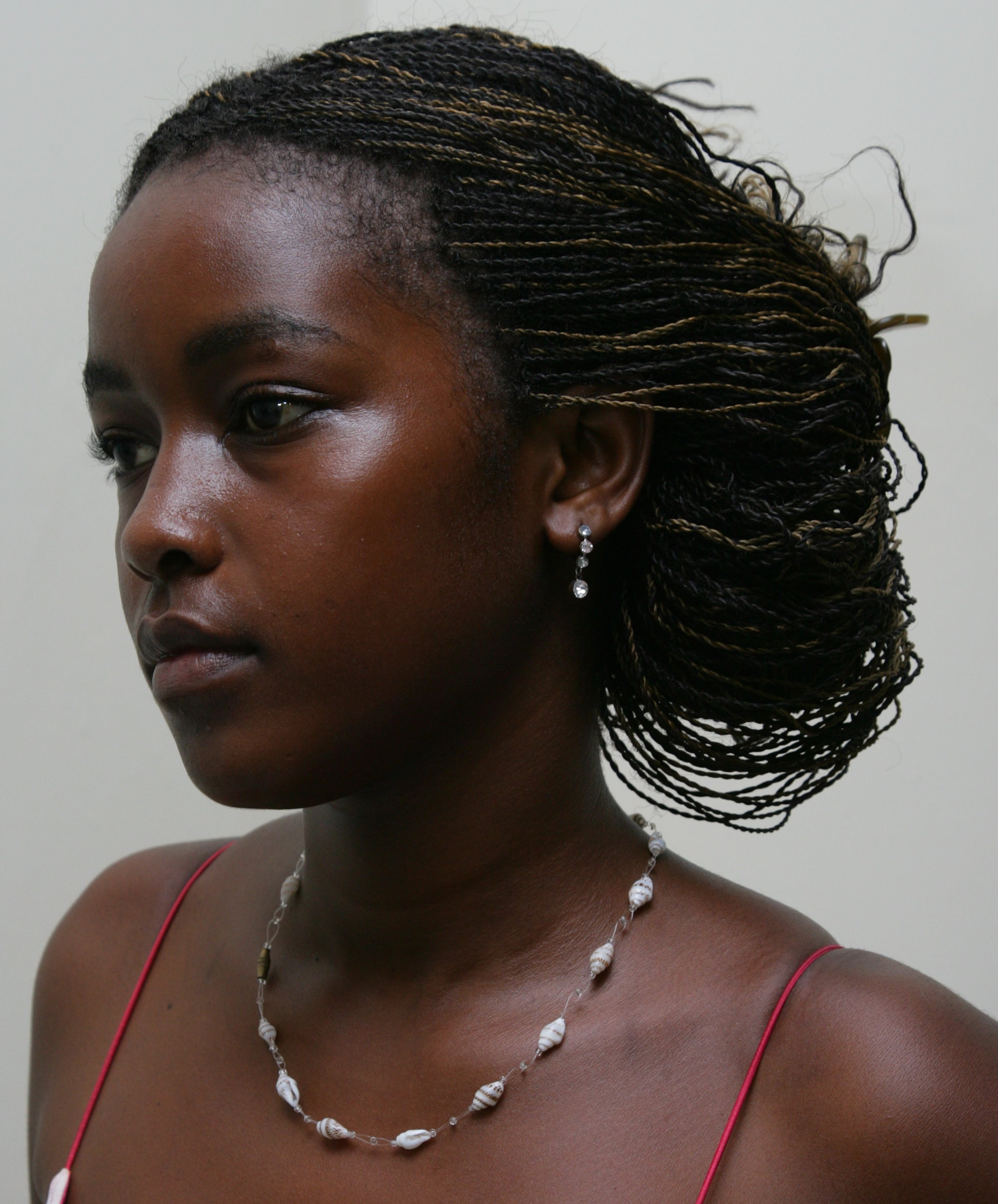
Una mujer de piel oscura.

La piel oscura es un tipo de color de piel humana rica en pigmentos de melanina. Las personas de piel oscura suelen denominarse personas negras, aunque este uso puede ser ambiguo en algunos países en los que también se utiliza para referirse específicamente a diferentes grupos étnicos o poblaciones.
Se cree que la evolución de la piel oscura comenzó hace aproximadamente 1,2 millones de años en las primeras especies de homínidos de piel clara, después de que se trasladaran de la selva tropical ecuatorial a las soleadas sabanas. Con el calor de las sabanas, se necesitaban mejores mecanismos de refrigeración, que se consiguieron mediante la pérdida de vello corporal y el desarrollo de una transpiración más eficaz. La pérdida de vello corporal llevó al desarrollo de la pigmentación oscura de la piel, que actuó como mecanismo de selección natural contra el agotamiento del folato (vitamina B9) y, en menor medida, contra los daños en el ADN. El principal factor que contribuyó a la evolución de la pigmentación oscura de la piel fue la descomposición del folato como reacción a la radiación ultravioleta (UV); la relación entre la descomposición del folato inducida por la radiación ultravioleta y la reducción de la aptitud como fallo de la embriogénesis y espermatogénesis normales condujo a la selección de la pigmentación oscura de la piel. Cuando evolucionó el Homo sapiens moderno, todos los humanos tenían la piel oscura.
Los humanos con pigmentación oscura tienen una piel naturalmente rica en melanina (especialmente eumelanina) y tienen más melanosomas que proporcionan una protección superior contra los efectos deletéreos de la radiación ultravioleta. Esto ayuda al organismo a retener sus reservas de folato y protege contra los daños al ADN.
Las personas de piel oscura que viven en latitudes altas con luz solar suave corren un mayor riesgo, especialmente en invierno, de sufrir deficienciade vitamina D. Como consecuencia de la deficiencia de dicha vitamina, corren un mayor riesgo de desarrollar raquitismo, numerosos tipos de cáncer y, posiblemente, enfermedades cardiovasculares y una baja actividad del sistema inmunitario. Sin embargo, algunos estudios recientes han cuestionado si los umbrales que indican la deficiencia de vitamina D en individuos de piel clara son relevantes para los individuos de piel oscura, ya que descubrieron que, de media, los individuos de piel oscura tienen mayor densidad ósea y menor riesgo de fracturas que los individuos de piel clara con los mismos niveles de vitamina D. Esto se atribuye posiblemente a una menor presencia de agentes fijadores de la vitamina D (y, por tanto, a su mayor biodisponibilidad) en los individuos de piel oscura.
La distribución mundial de las poblaciones de piel generalmente oscura está fuertemente correlacionada con los altos niveles de radiación ultravioleta de las regiones que habitan. Estas poblaciones, con la excepción de los indígenas de Tasmania, viven casi exclusivamente cerca del ecuador, en zonas tropicales con luz solar intensa: África, Australia, Melanesia, Nueva Guinea, Asia del Sur, Sudeste Asiático, Asia Occidental y América. Los estudios realizados en poblaciones no africanas indican que la piel oscura no es necesariamente una retención del estado preexistente de alta adaptación a la radiación ultravioleta de los humanos modernos antes de la migración fuera de África, sino que, de hecho, puede ser una adaptación evolutiva posterior a las regiones de selva tropical. Debido a las migraciones masivas y a la mayor movilidad de las personas entre regiones geográficas en el pasado reciente, hoy en día se encuentran poblaciones de piel oscura en todo el mundo.

## Evolución
Debido a la selección natural, las personas que vivían en zonas de intensa luz solar desarrollaron una coloración oscura de la piel para protegerse de la luz ultravioleta (UV), principalmente para proteger su organismo del agotamiento del folato. La pigmentación evolutiva de la piel fue causada por la radiación ultravioleta del sol. Cuando los homínidos perdieron gradualmente su pelaje hace entre 1,2 y 4 millones de años, para poder enfriarse mejor mediante la sudoración, su piel desnuda y ligeramente pigmentada quedó expuesta a la luz solar. En los trópicos, la selección natural favoreció a las poblaciones humanas de piel oscura, ya que los altos niveles de pigmentación de la piel protegían contra los efectos nocivos de la luz solar. La reflectancia de la piel de las poblaciones indígenas (la cantidad de luz solar que refleja la piel) y la radiación ultravioleta real en una zona geográfica concreta están muy correlacionadas, lo que apoya esta idea. Las pruebas genéticas también apoyan esta noción, demostrando que hace alrededor de 1,2 millones de años hubo una fuerte presión evolutiva que actuó sobre el desarrollo de la pigmentación oscura de la piel en los primeros miembros del género Homo. El efecto de la luz solar sobre los niveles de ácido fólico ha sido crucial en el desarrollo de la piel oscura.

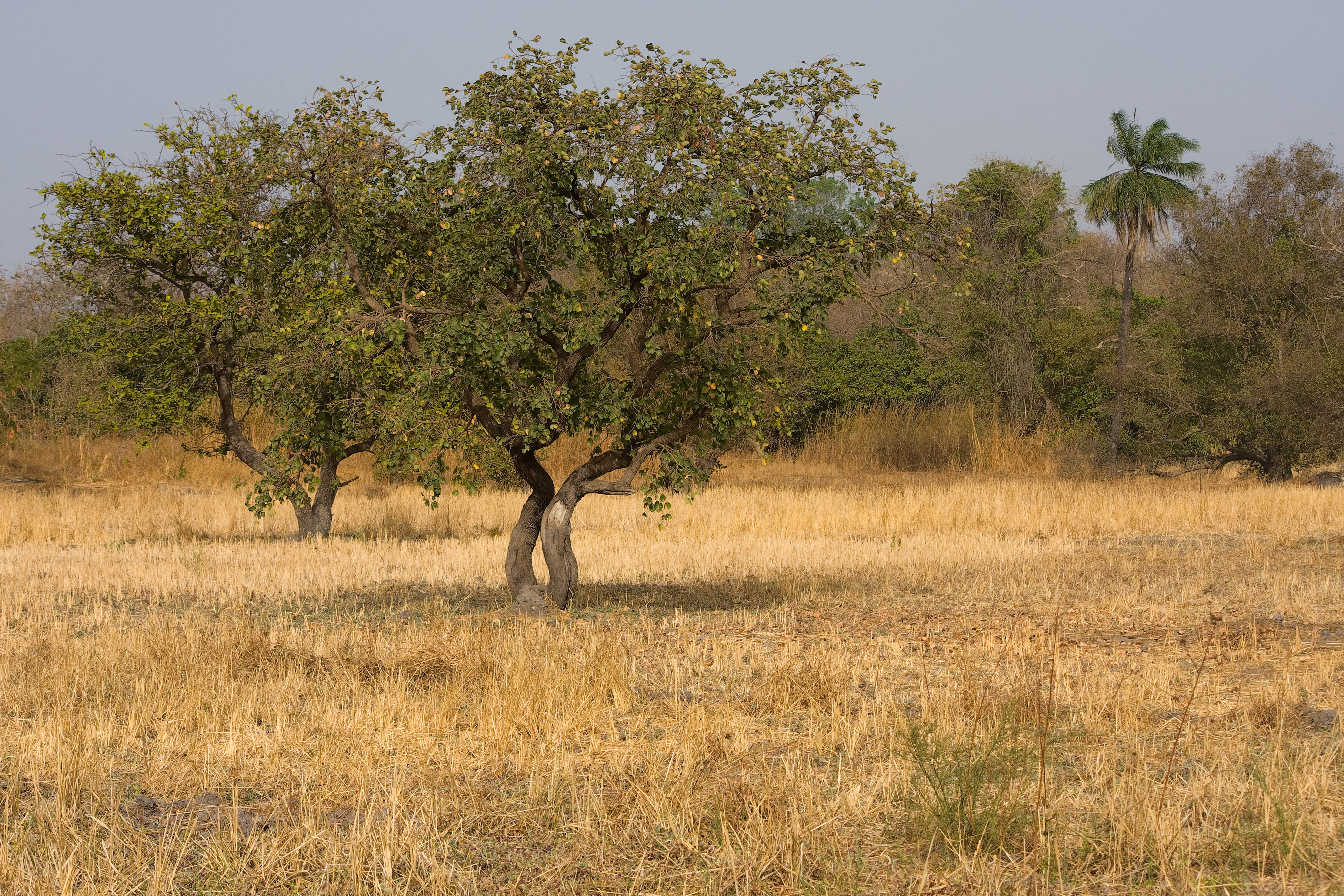
En las sabanas africanas pudo tener lugar la mayor parte de la evolución de la piel oscura en los homínidos.

Lo más probable es que los primeros antepasados primates de los humanos modernos tuvieran la piel pálida, como nuestro pariente moderno más cercano, el chimpancé. Hace unos 7 millones de años, los linajes de humanos y chimpancés divergieron y, entre hace 4,5 y 2 millones de años, los primeros humanos abandonaron las selvas tropicales y se trasladaron a las sabanas del África subsahariana. No sólo tuvieron que hacer frente a una luz solar más intensa, sino que tuvieron que desarrollar un mejor sistema de refrigeración. Era más difícil conseguir comida en las calurosas sabanas y, como los cerebros de los mamíferos son propensos al sobrecalentamiento —un aumento de la temperatura de 5 o 6 °C puede provocar un golpe de calor—, era necesario desarrollar una mejor regulación térmica. La solución fue la sudoración y la pérdida de vello corporal.
El sudor disipaba el calor por evaporación. Los primeros humanos, como ahora los chimpancés, tenían pocas glándulas sudoríparas, y la mayoría de ellas estaban situadas en las palmas de las manos y las plantas de los pies. A veces, nacían individuos con más glándulas sudoríparas. Estos humanos podían buscar comida y cazar durante periodos más largos antes de verse obligados a volver a las sombras. Cuanto más podían forrajear, más descendencia y más sana podían producir, y más posibilidades tenían de transmitir sus genes de glándulas sudoríparas abundantes. Con menos pelo, el sudor podía evaporarse más fácilmente y enfriar más rápido el cuerpo de los humanos. Unos pocos millones de años de evolución después, los primeros humanos tenían escaso vello corporal y más de 2 millones de glándulas sudoríparas en el cuerpo.
Sin embargo, la piel sin pelo es especialmente vulnerable a los daños causados por la luz ultravioleta, lo que supuso un problema para los seres humanos que vivían en zonas de intensa radiación ultravioleta, y el resultado evolutivo fue el desarrollo de la piel de color oscuro como protección. Los científicos han supuesto durante mucho tiempo que los humanos evolucionaron la melanina para absorber o dispersar la radiación solar dañina. Algunos investigadores suponen que la melanina protege contra el cáncer de piel. Aunque una radiación ultravioleta elevada puede provocar cáncer de piel, su desarrollo suele producirse después de la edad fértil. Como la selección natural favorece a los individuos con rasgos de éxito reproductivo, el cáncer de piel tuvo poco efecto en la evolución de la piel oscura. Hipótesis anteriores sugerían que las quemaduras solares en los pezones impedían la lactancia, pero un ligero bronceado es suficiente para proteger a las madres contra este problema.
Un estudio realizado en 1978 examinó el efecto de la luz solar sobre los niveles de folato, un complejo vitamínico B. El estudio descubrió que incluso breves periodos de luz solar intensa pueden reducir a la mitad los niveles de folato si una persona tiene la piel clara. Los niveles bajos de folato están relacionados con defectos del tubo neural, como la anencefalia y la espina bífida. Los rayos UV pueden eliminar el folato, que es importante para el desarrollo de fetos sanos. En estas anomalías, los niños nacen con el cerebro o la médula espinal incompletos. Nina Jablonski, profesora de antropología y experta en la evolución de la coloración de la piel humana, descubrió varios casos en los que las visitas de las madres a estudios de bronceado estaban relacionadas con defectos del tubo neural en las primeras etapas del embarazo. También descubrió que el folato era crucial para el desarrollo del esperma; algunos fármacos anticonceptivos masculinos se basan en la inhibición del folato. Se ha descubierto que el folato puede haber sido el motor de la evolución de la piel oscura.
Hace entre 120 000 y 65 000 años, cuando los humanos se dispersaron desde el África ecuatorial a zonas de baja radiación ultravioleta y latitudes más altas, la piel oscura supuso una desventaja. Las poblaciones con pigmentación de piel clara evolucionaron en climas de poca luz solar. La pigmentación clara de la piel protege contra la deficiencia de vitamina D. Se sabe que las personas de piel oscura que se han trasladado a climas con poca luz solar pueden desarrollar afecciones relacionadas con la vitamina D, como el raquitismo, y distintas formas de cáncer.
Un estudio de 2022 reveló que rasgos como la piel oscura muestran fuertes señales de evolución convergente y presión selectiva (selección positiva).

### Otras hipótesis
Las otras hipótesis principales que se han planteado a lo largo de la historia para explicar la evolución de la coloración oscura de la piel están relacionadas con el aumento de la mortalidad debido a los cánceres de piel, la mejora de la forma física como resultado de la protección contra las quemaduras solares y el aumento de los beneficios debido a las propiedades antibacterianas de la eumelanina.
La piel de pigmentación oscura, rica en eumelanina, protege frente a los daños en el ADN causados por la luz solar, lo que se asocia a tasas más bajas de cáncer de piel entre las poblaciones de piel oscura. La presencia de feomelanina en la piel clara aumenta el estrés oxidativo en los melanocitos, y esto, combinado con la capacidad limitada de la feomelanina para absorber la radiación ultravioleta, contribuye a unas tasas de cáncer de piel más elevadas entre los individuos de piel clara. El efecto perjudicial de la radiación ultravioleta en la estructura del ADN y el elevado riesgo de cáncer de piel que conlleva es ampliamente reconocido. Sin embargo, estos tipos de cáncer suelen afectar a las personas al final o después de su carrera reproductiva y podrían no haber sido la razón evolutiva del desarrollo de la pigmentación oscura de la piel. De todos los principales tipos de cáncer de piel, sólo el melanoma maligno tiene un efecto importante en la edad reproductiva de una persona. Las tasas de mortalidad por melanoma han sido muy bajas (menos de 5 por 100 000) antes de mediados del siglo XX. Se ha argumentado que las bajas tasas de mortalidad por melanoma durante la edad reproductiva no pueden ser la razón principal del desarrollo de la pigmentación oscura de la piel.
Los estudios han descubierto que ni siquiera las quemaduras solares graves podrían afectar a la función de las glándulas sudoríparas ni a la termorregulación. No hay datos ni estudios que avalen que las quemaduras solares puedan causar daños tan graves que puedan afectar al éxito reproductivo.
Otro grupo de hipótesis sostenía que la pigmentación oscura de la piel se desarrolló como protección antibacteriana contra enfermedades infecciosas tropicales y parásitos. Aunque es cierto que la eumelanina tiene propiedades antibacterianas, su importancia es secundaria a la adsorción física (fisisorción) para proteger frente a los daños inducidos por la radiación ultravioleta. Esta hipótesis no concuerda con las pruebas de que la mayor parte de la evolución de los homínidos tuvo lugar en entornos de sabana y no en selvas tropicales. Los humanos que viven en ambientes cálidos y soleados tienen la piel más oscura que los que viven en ambientes húmedos y nublados. La hipótesis antimicrobiana tampoco explica por qué algunas poblaciones (como los inuit o los tibetanos) que viven lejos de los trópicos y están expuestas a una elevada radiación ultravioleta tienen una pigmentación de la piel más oscura que las poblaciones de su entorno.

## Bioquímica y genética
Los humanos de piel oscura tienen grandes cantidades de melanina en la piel. La melanina es un derivado del aminoácido tirosina. La eumelanina es la forma dominante de melanina en la piel humana. La eumelanina protege los tejidos y el ADN de la radiación ultravioleta. La melanina se produce en células especializadas llamadas melanocitos, que se encuentran en el nivel más bajo de la epidermis. La melanina se produce dentro de pequeños paquetes unidos a membranas llamados melanosomas. Las personas con piel oscura natural tienen melanosomas agrupados, grandes y llenos de eumelanina. Una diferencia de cuatro veces en la piel oscura natural proporciona una protección de siete a ocho veces frente al daño del ADN, pero ni siquiera el color de piel más oscuro puede proteger frente a todos los daños del ADN.
La piel oscura ofrece una gran protección frente a la radiación ultravioleta debido a su contenido en eumelanina, a la capacidad de absorción de radiación ultravioleta de los melanosomas de gran tamaño y a que la eumelanina puede movilizarse más rápidamente y llevarse a la superficie de la piel desde las profundidades de la epidermis. Para una misma región corporal, los individuos de piel clara y oscura tienen un número similar de melanocitos (existe una variación considerable entre las distintas regiones corporales), pero los orgánulos que contienen pigmento, denominados melanosomas, son más grandes y numerosos en los individuos de piel oscura. Los keratocitos de piel oscura cocultivados con melanocitos dan lugar a un patrón de distribución de melanosomas característico de la piel oscura. Los melanosomas no se encuentran en estado agregado en la piel de pigmentación oscura en comparación con la piel de pigmentación clara. Debido a los melanosomas fuertemente melanizados de la piel de pigmentación oscura, ésta puede absorber más energía de la radiación ultravioleta y, por tanto, ofrece una mejor protección frente a las quemaduras solares y mediante la absorción y dispersión de los rayos UV.
La piel con pigmentación oscura protege contra los daños directos e indirectos del ADN. La fotodegradación se produce cuando la melanina absorbe fotones. Investigaciones recientes sugieren que el efecto fotoprotector de la piel oscura aumenta por el hecho de que la melanina puede capturar radicales libres, como el peróxido de hidrógeno, que se crean por la interacción de la radiación ultravioleta y las capas de la piel. Los melanocitos muy pigmentados tienen mayor capacidad para dividirse tras la irradiación ultravioleta, lo que sugiere que reciben menos daños en su ADN. A pesar de ello, la radiación ultravioleta de onda media (UVB) daña el sistema inmunitario incluso en las personas de piel más oscura debido a su efecto sobre las células de Langerhans. El estrato córneo de las personas de piel oscura o muy bronceada está más condensado y contiene más capas de células cornificadas que en los seres humanos ligeramente pigmentados. Estas cualidades de la piel oscura mejoran la función de barrera protectora de la piel.
Aunque la piel de pigmentación oscura absorbe entre un 30 y un 40% más de luz solar que la piel ligeramente pigmentada, la piel oscura no aumenta el aporte de calor interno del cuerpo en condiciones de radiación solar intensa. La radiación solar calienta la superficie del cuerpo y no el interior. Además, esta cantidad de calor es insignificante en comparación con el calor producido cuando los músculos se utilizan activamente durante el ejercicio. Independientemente del color de la piel, el ser humano tiene una excelente capacidad para disipar el calor a través del sudor. La mitad de la radiación solar que llega a la superficie terrestre lo hace en forma de luz infrarroja y se absorbe de forma similar independientemente del color de la piel.
En las personas de piel oscura por naturaleza, el bronceado se produce con la movilización drástica de la melanina hacia arriba en la epidermis y continúa con el aumento de la producción de melanina. Esto explica el hecho de que las personas de piel oscura se vuelvan visiblemente más oscuras tras una o dos semanas de exposición al sol, y luego pierdan el color al cabo de meses cuando permanecen alejadas del sol. Las personas de pigmentación oscura suelen mostrar menos signos de envejecimiento en la piel que las de pigmentación clara porque su piel oscura las protege de la mayor parte del fotoenvejecimiento.
El color de la piel es un rasgo poligénico, lo que significa que varios genes diferentes intervienen en la determinación de un fenotipo específico. Muchos genes trabajan juntos en combinaciones complejas, aditivas y no aditivas, para determinar el color de la piel de un individuo. Las variaciones del color de la piel se distribuyen normalmente de claro a oscuro, como es habitual en los rasgos poligénicos.
Los datos recogidos en estudios sobre el gen MC1R han demostrado que en las muestras africanas de piel oscura existe una falta de diversidad en el alelo del gen en comparación con las poblaciones no africanas. Esto es notable dado que el número de polimorfismos para casi todos los genes del acervo genético humano es mayor en las muestras africanas que en cualquier otra región geográfica. Así pues, aunque el gen MC1Rf no contribuye significativamente a la variación del color de la piel en todo el mundo, el alelo que se encuentra en niveles elevados en las poblaciones africanas probablemente protege contra la radiación ultravioleta y probablemente fue importante en la evolución de la piel oscura.
El color de la piel parece variar principalmente debido a variaciones en una serie de genes de gran efecto, así como en otros genes de efecto pequeño (TYR, OCA2, SLC45A2, SLC24A5, MC1R, SCF y SLC24A4). Esto no tiene en cuenta los efectos de la epistasis, que probablemente aumentaría el número de genes relacionados. Las variaciones en el gen SLC24A5 son responsables del 20-25% de la variación entre las poblaciones africanas de piel clara y oscura, y parecen haber surgido en los últimos 10 000 años. El polimorfismo Ala111Thr o rs1426654 en la región codificante del gen SLC24A5 alcanza la fijación en Europa, y también es común entre las poblaciones del norte de África, el Cuerno de África, Asia Occidental, Asia Central y Asia del Sur.

## Implicaciones sanitarias
La pigmentación de la piel es una adaptación evolutiva a distintos niveles de radiación ultravioleta en todo el mundo. Como consecuencia, hay muchas implicaciones para la salud que son producto de los movimientos de población de seres humanos de determinada pigmentación de la piel a nuevos entornos con distintos niveles de radiación ultravioleta. Los seres humanos modernos suelen ignorar su historia evolutiva por su cuenta y riesgo. Las prácticas culturales que aumentan los problemas de afecciones entre las poblaciones de piel oscura son la vestimenta tradicional y la dieta pobre en vitamina D.

### Ventajas con luz solar intensa
Las personas de pigmentación oscura que viven en entornos con mucha luz solar tienen ventaja debido a la gran cantidad de melanina que se produce en su piel. La pigmentación oscura protege del daño al ADN y absorbe las cantidades adecuadas de radiación ultravioleta que necesita el organismo, además de proteger contra el agotamiento del folato. El folato es un complejo vitamínico B hidrosoluble que se encuentra de forma natural en las verduras de hoja verde, los cereales integrales y los cítricos. Las mujeres necesitan folato para mantener los óvulos sanos, para la implantación adecuada de los óvulos y para el desarrollo normal de la placenta después de la fecundación. El folato es necesario para la producción normal de esperma en los hombres. Además, el folato es esencial para el crecimiento fetal, el desarrollo de los órganos y del tubo neural. El folato se descompone con la radiación ultravioleta de alta intensidad. Las mujeres de piel oscura sufren el nivel más bajo de defectos del tubo neural. El folato desempeña un papel importante en la producción de ADN y la expresión génica. Es esencial para mantener los niveles adecuados de aminoácidos que componen las proteínas. El folato interviene en la formación de mielina, la vaina que recubre las células nerviosas y permite enviar señales eléctricas con rapidez. El folato también desempeña un papel importante en el desarrollo de muchos neurotransmisores, como la serotonina, que regula el apetito, el sueño y el estado de ánimo. El folato sérico se descompone por la radiación ultravioleta o el consumo de alcohol. Como la piel está protegida por la melanina, las personas de pigmentación oscura tienen menos probabilidades de desarrollar cáncer de piel y afecciones relacionadas con la deficiencia de folato, como defectos del tubo neural.

### Desventajas con poca luz solar

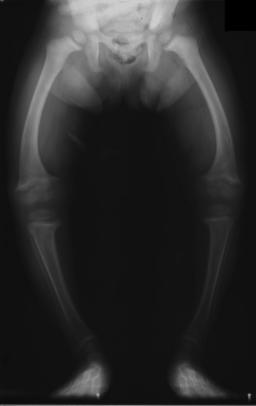
El raquitismo es una enfermedad asociada a la piel oscura.

Se ha comprobado que las personas de piel oscura que viven en entornos con poca luz solar son muy susceptibles a la deficiencia de vitamina D debido a una menor síntesis de esta vitamina. Una persona de piel oscura necesita aproximadamente seis veces más radiación ultravioleta que las personas ligeramente pigmentadas. Esto no es un problema cerca del ecuador; sin embargo, puede serlo en latitudes más altas. Para los humanos de piel oscura en climas de baja radiación ultravioleta, puede llevar unas dos horas producir la misma cantidad de vitamina D que los humanos de piel clara producen en 15 minutos. Las personas de piel oscura con un índice de masa corporal elevado y que no tomaban suplementos de vitamina D estaban asociadas a la deficiencia de vitamina D. La vitamina D desempeña un papel importante en la regulación del sistema inmunitario humano y las deficiencias crónicas de vitamina D pueden hacer a los seres humanos susceptibles a tipos específicos de cáncer y a muchos tipos de enfermedades infecciosas. La deficiencia de vitamina D multiplica por cinco el riesgo de desarrollar tuberculosis y también contribuye al desarrollo de cáncer de mama, próstata y colourectal.
La enfermedad más frecuente que sigue a la carencia de vitamina D es el raquitismo, el reblandecimiento de los huesos en los niños que puede provocar fracturas y deformidades. El raquitismo está causado por una síntesis reducida de vitamina D que provoca una ausencia de esta vitamina, lo que a su vez hace que el calcio de la dieta no se absorba correctamente. En el pasado, esta enfermedad era común entre los americanos de piel oscura del sur de Estados Unidos que emigraron al norte, a entornos con poca luz solar. La popularidad de las bebidas azucaradas y la disminución del tiempo que se pasa al aire libre han contribuido a un aumento significativo del desarrollo del raquitismo. Las deformidades de la pelvis femenina relacionadas con el raquitismo grave impiden el parto normal, lo que provoca una mayor mortalidad del bebé, de la madre o de ambos.
La deficiencia de vitamina D es más común en regiones con poca luz solar, especialmente en invierno. Las deficiencias crónicas de vitamina D también pueden estar relacionadas con el cáncer de mama, próstata, colon, ovario y posiblemente otros tipos de cáncer. La relación entre las enfermedades cardiovasculares y la deficiencia de vitamina D también sugiere un vínculo entre la salud del músculo cardiaco y liso. Los niveles bajos de vitamina D también se han relacionado con el deterioro del sistema inmunitario y de las funciones cerebrales. Además, estudios recientes han relacionado la carencia de vitamina D con enfermedades autoinmunes, hipertensión, esclerosis múltiple, diabetes e incidencia de pérdida de memoria.
Fuera de los trópicos, la radiación ultravioleta tiene que penetrar a través de una capa más gruesa de la atmósfera, lo que provoca que la mayor parte de la radiación ultravioleta de longitud de onda intermedia se refleje o se destruya por el camino; debido a ello, hay menos potencial de biosíntesis de vitamina D en las regiones alejadas del ecuador. Los médicos recomiendan a las personas de piel oscura que viven en regiones con bajos niveles de luz solar que sigan una dieta rica en vitamina D o tomen suplementos de vitamina D, aunque existen pruebas recientes de que los individuos de piel oscura son capaces de procesar la vitamina D de forma más eficiente que los de piel clara, por lo que pueden tener un umbral de suficiencia más bajo.

## Distribución geográfica
Existe una correlación entre la distribución geográfica de la radiación ultravioleta y la distribución de la pigmentación de la piel en el mundo. Las zonas con mayor cantidad de radiación ultravioleta tienen poblaciones de piel más oscura, generalmente situadas más cerca del ecuador. Las zonas más alejadas del ecuador y, en general, más cercanas a los polos tienen una menor concentración de radiación ultravioleta y contienen poblaciones de piel más clara. Este es el resultado de la evolución humana, que contribuyó a variar el contenido de melanina en la piel para adaptarse a determinados entornos. En el hemisferio sur hay un mayor porcentaje de personas de piel oscura porque la distribución latitudinal de las masas de tierra es desproporcionada. La distribución actual de la variación del color de la piel no refleja completamente la correlación entre la intensa radiación ultravioleta y la pigmentación oscura de la piel debido a las migraciones masivas y los desplazamientos de los pueblos a través de los continentes en el pasado reciente. Las poblaciones de piel oscura que habitan en África, Australia, Melanesia, Papúa Nueva Guinea y el Asia del Sur  y Sudamérica viven en algunas de las zonas con mayor radiación ultravioleta del mundo y han desarrollado pigmentaciones muy oscuras de la piel como protección frente a los rayos nocivos del sol. La evolución ha restringido a los humanos de piel más oscura en latitudes tropicales, especialmente en regiones no boscosas, donde la radiación ultravioleta del sol suele ser más intensa. Las distintas poblaciones de piel oscura no están necesariamente estrechamente relacionadas genéticamente. Antes de la migración masiva moderna, se ha afirmado que la mayoría de las personas de pigmentación oscura vivían a menos de 20° del ecuador.
Los nativos de Buka y Bougainville, en el norte de las Islas Salomón, en Melanesia, y los chopi de Mozambique, en la costa sureste de África, tienen la piel más oscura que otras poblaciones circundantes. (Los nativos de Bougainville, en Papúa Nueva Guinea, tienen una de las pigmentaciones de piel más oscuras del mundo). Aunque estos pueblos están muy separados, comparten entornos físicos similares. En ambas regiones, sufren una exposición muy elevada a la radiación ultravioleta procedente de cielos despejados cerca del ecuador, que se refleja en el agua o la arena. El agua refleja, según el color, entre el 10 y el 30% de la radiación ultravioleta que incide sobre ella. Los habitantes de estas poblaciones pasan largas horas pescando en el mar. Como no es práctico llevar mucha ropa en un medio acuático, la cultura y la tecnología hacen poco por amortiguar la exposición a la radiación ultravioleta. La piel absorbe una gran cantidad de radiación ultravioleta. Estas poblaciones se encuentran probablemente cerca o en el máximo de oscuridad que puede alcanzar la piel humana.
Investigaciones más recientes han descubierto que las poblaciones humanas de los últimos 50 000 años han pasado de tener la piel oscura a tenerla clara y viceversa. Hace sólo 100-200 generaciones, los antepasados de la mayoría de las personas que viven hoy en día probablemente también residían en un lugar diferente y tenían un color de piel distinto. Según Nina Jablonski, las poblaciones modernas de pigmentación oscura del sur de la India y Sri Lanka son un ejemplo de ello, ya que se volvieron a oscurecer después de que sus antepasados emigraran desde zonas mucho más al norte. Al principio, los científicos creían que estos cambios de pigmentación se producían con relativa lentitud. Sin embargo, los investigadores han observado desde entonces que los cambios en la coloración de la piel pueden producirse en tan sólo 100 generaciones (~2500 años), sin necesidad de matrimonios mixtos. La velocidad del cambio también se ve afectada por la ropa, que tiende a ralentizarlo.

### Australia

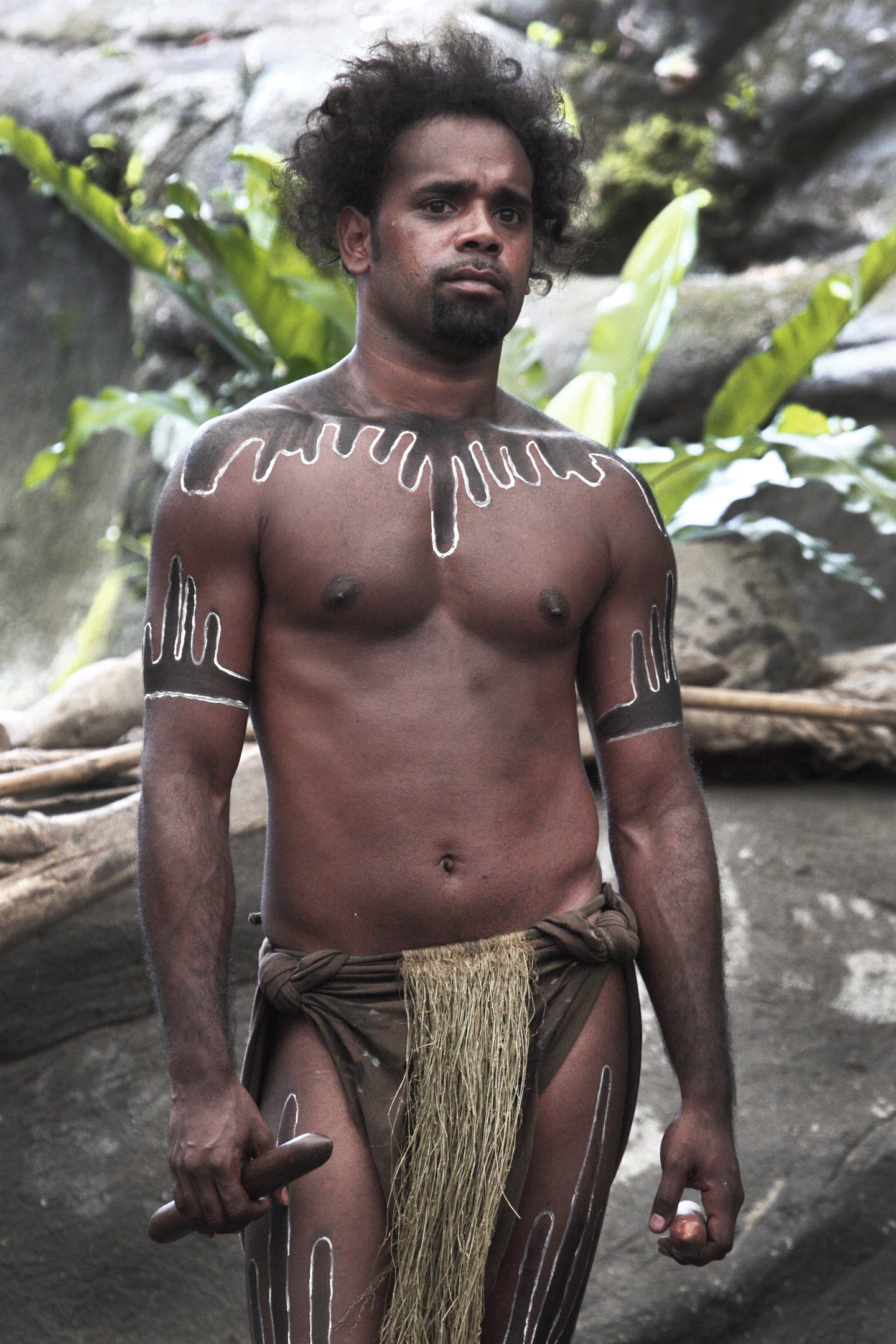
Un aborigen australiano de piel oscura

Los aborígenes australianos, al igual que el resto de las poblaciones de fuera de África, descienden de la descienden de la ola migratoria africana. Las pruebas genéticas han señalado que los pueblos indígenas de Australia son genéticamente distintos de las poblaciones de piel oscura de África y que están más emparentados con otras poblaciones no africanas.
Inicialmente, el término negro se aplicó como referencia a la pigmentación de la piel de los indígenas australianos; hoy en día, ha sido adoptado por los activistas aborígenes como término de cultura e identidad compartidas, independientemente del color de la piel.

### Melanesia

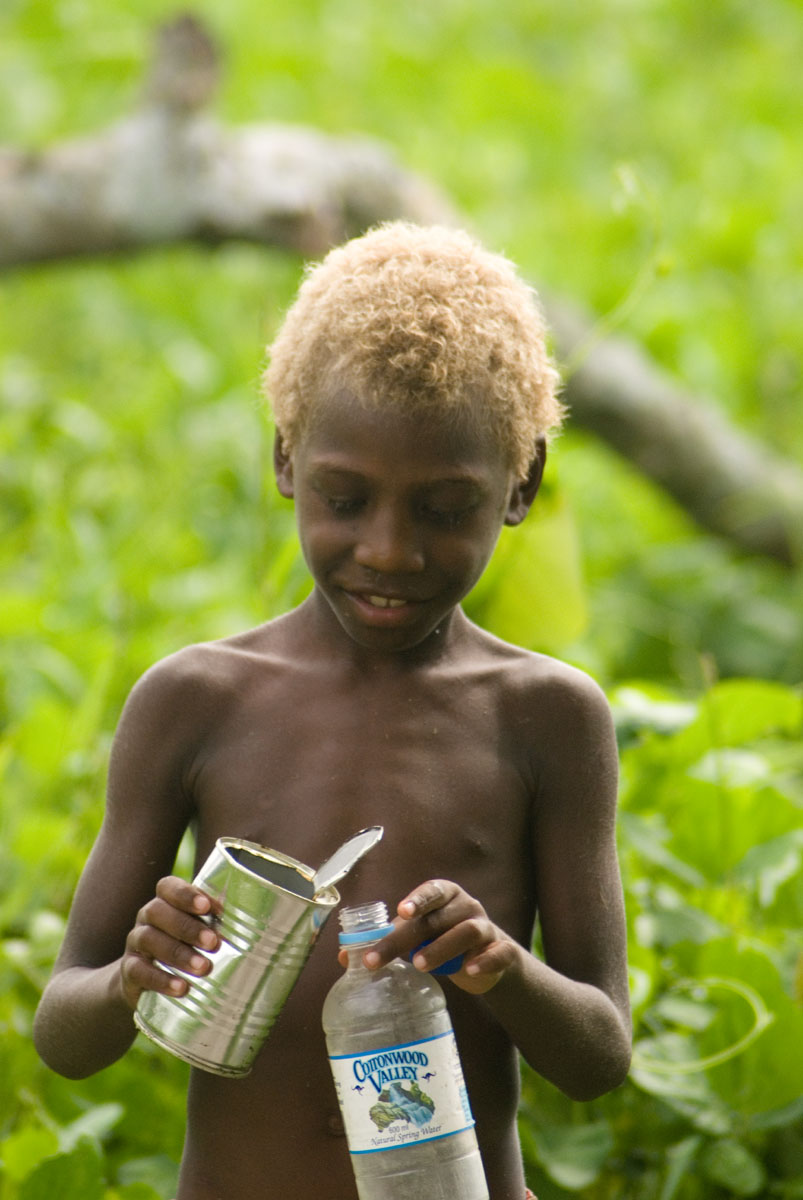
Niño rubio de piel oscura de Vanuatu, Melanesia

Melanesia, una subregión de Oceanía cuyo nombre significa islas negras, cuenta con varias islas habitadas por personas con pigmentación de piel oscura. Las islas de Melanesia están situadas inmediatamente al norte y noreste de Australia, así como en la costa oriental de Papúa Nueva Guinea. El extremo occidental de Melanesia, desde Nueva Guinea hasta las Islas Salomón, fue colonizado por primera vez por el hombre hace entre 40 000 y 29 000 años.
En el mundo, el pelo rubio es excepcionalmente raro fuera de Europa, el norte de África y Asia occidental, sobre todo entre las poblaciones de piel oscura. Sin embargo, los melanesios son una de las poblaciones humanas de piel oscura con pelo rubio natural.

### Nueva Guinea

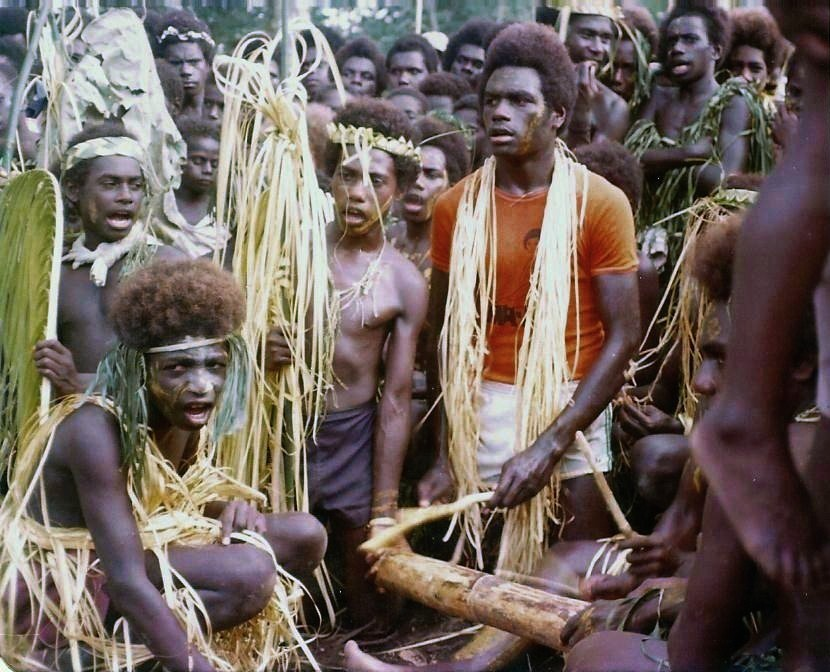
Niños buka de la isla de Bougainville, Papúa Nueva Guinea. Los habitantes de Bougainville tienen uno de los tonos de piel más oscuros entre los humanos.

Los indígenas papúes de Nueva Guinea tienen la piel de pigmentación oscura y habitan la isla desde hace al menos 40 000 años. Debido a la similitud de su fenotipo y a la ubicación de Nueva Guinea en la ruta migratoria seguida por los australianos aborígenes, se creía generalmente que los papúes y los australianos aborígenes compartían un origen común. Sin embargo, un estudio de 1999 no halló indicios claros de un único origen genético compartido entre ambas poblaciones, sugiriendo múltiples oleadas migratorias hacia Sahul con ascendencias distintas.

### África subsahariana

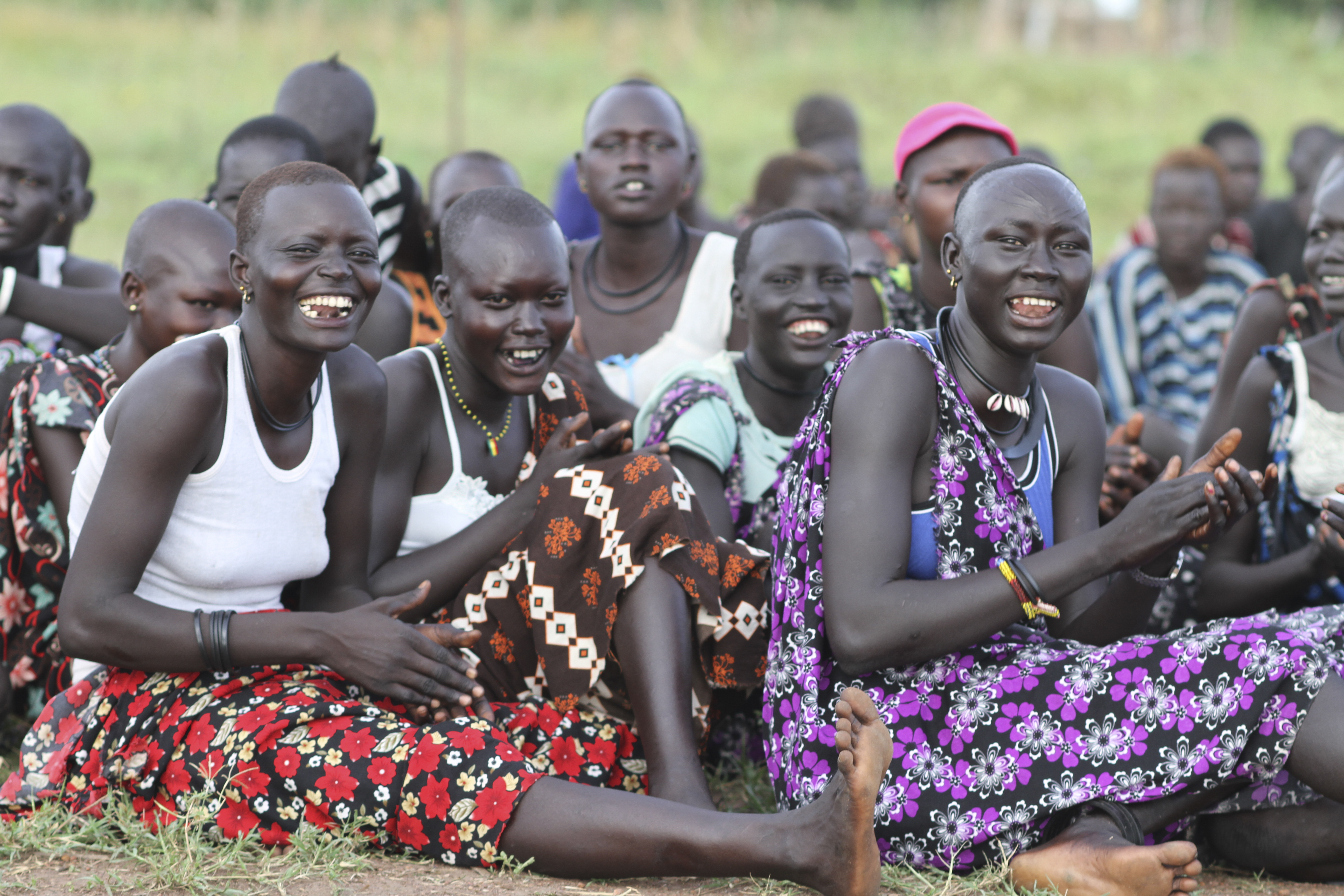
Mujeres de Sudán del Sur

El África subsahariana es la región de África situada al sur del Sáhara donde vive un gran número de poblaciones de piel oscura. Los grupos de piel oscura del continente tienen la misma proteína receptora que tenían el Homo ergaster y el Homo erectus. Según estudios científicos, las poblaciones de África son también las que presentan una mayor diversidad de color de piel. Existen altos niveles de variación del color de la piel entre las distintas poblaciones del África subsahariana. Estas diferencias dependen en parte de la distancia general al ecuador, lo que ilustra las complejas interacciones de las fuerzas evolutivas que han contribuido a la distribución geográfica del color de la piel en cualquier momento del tiempo.
Debido a la ascendencia frecuentemente diferente entre las poblaciones de piel oscura, la presencia de piel oscura en general no es un marcador genético fiable, incluso entre los grupos de África. Por ejemplo, Wilson, et al. (2001) descubrieron que la mayoría de sus muestras etíopes mostraban afinidades genéticas más estrechas con los armenios de piel más clara que con las poblaciones bantúes de piel más oscura. Mohamoud (2006) también observó que sus muestras somalíes eran genéticamente más similares a las poblaciones árabes que a otras poblaciones africanas.

### Sur de Asia

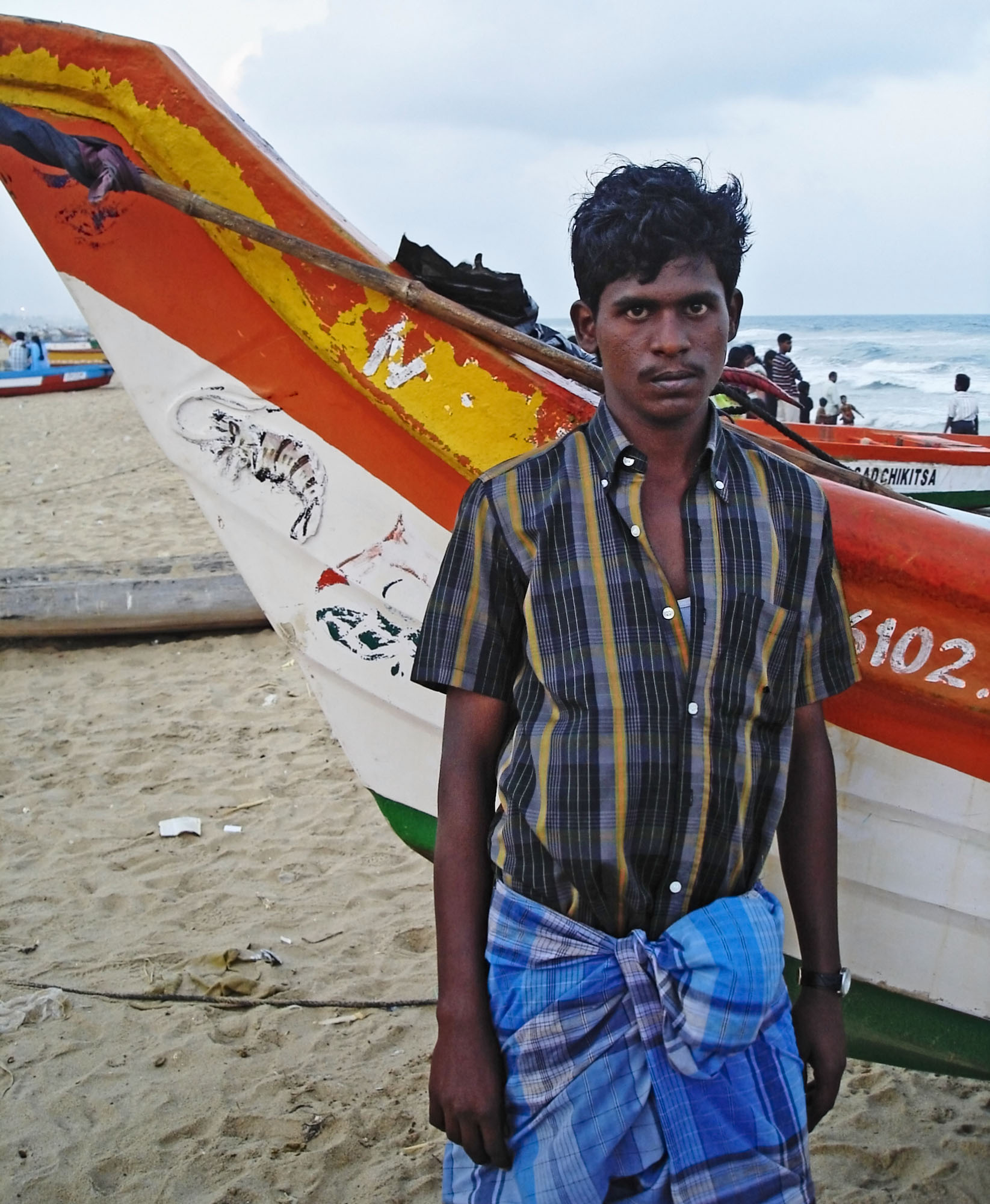
Pescador de Chennai, Tamil Nadu, en el sur de la India.

El sur de Asia tiene una de las mayores diversidades de color de piel fuera de África. El color de la piel de los indios del sur es, por término medio, más oscuro que el de los indios del norte. Esto se debe principalmente a las condiciones climáticas del sur de Asia: los índices de rayos UV son más altos en el sur. Varios estudios genéticos de poblaciones del sur de Asia en distintas regiones han hallado una débil correlación negativa entre el estatus social y la oscuridad de la piel, representada por el índice de melanina.
Un estudio de poblaciones de castas en la llanura del Ganges halló una asociación entre la proporción de piel oscura y el rango en la jerarquía de castas. Los dalits (del sistema de castas indio) tenían, de media, la piel más oscura. Un estudio panindio de las castas telugu y del norte de la India halló una correlación similar entre el color de la piel y la asociación de castas, vinculada a la ausencia de la variante rs1426654-A del gen SLC245-A, pero también a mutaciones que anulan estas variantes.

### América

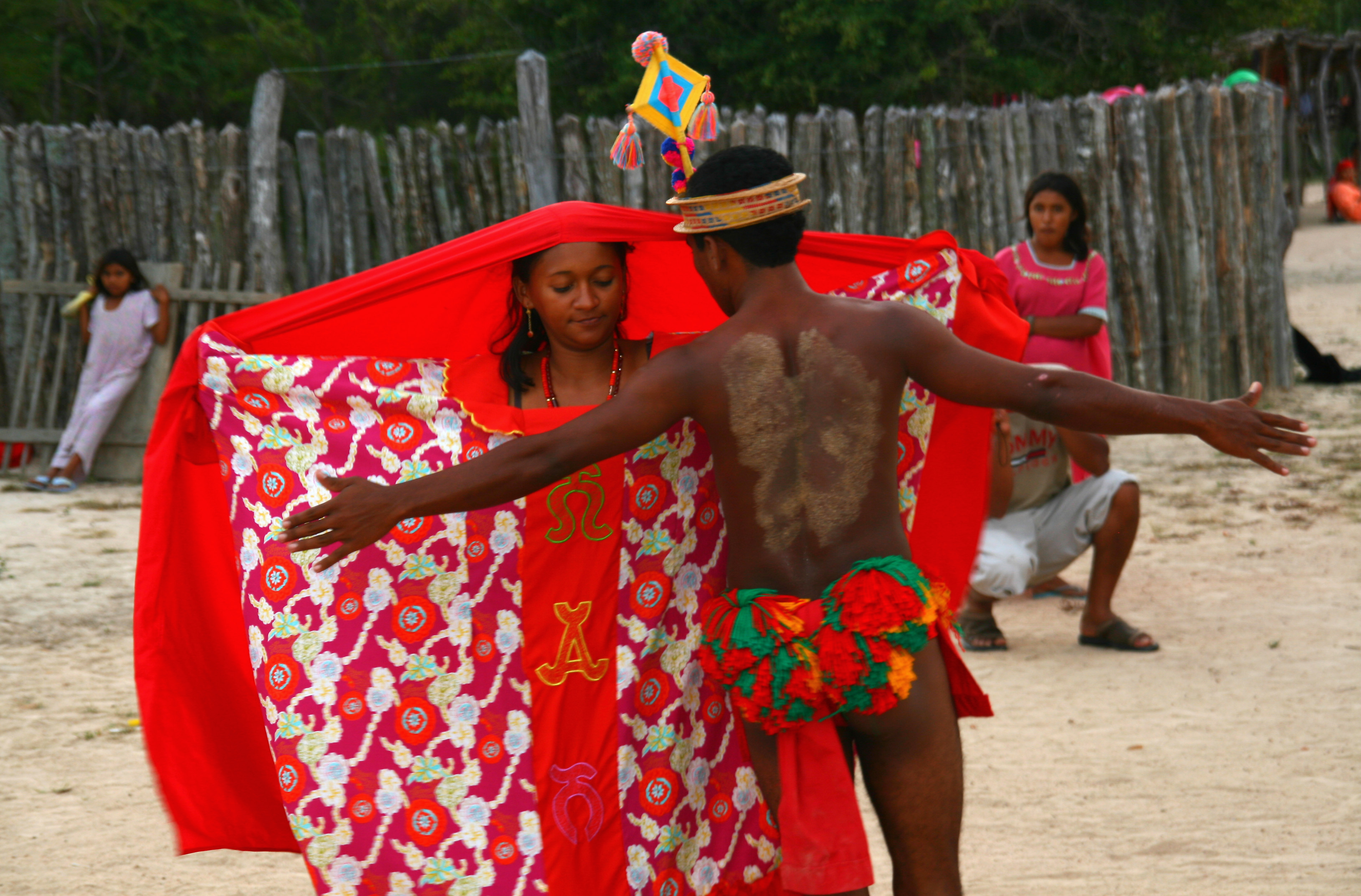
Una pareja Wayuu de piel oscura de Colombia. Muchos otros pueblos indígenas de zonas tropicales o subtropicales de América tienen la piel oscura.

Los inuit y otras poblaciones árticas conservan una piel relativamente oscura. Se ha especulado que una combinación de dietas ricas en proteínas y el reflejo de la nieve en verano favorecen la conservación de la piel pigmentada.
Las primeras descripciones coloniales europeas de las poblaciones norteamericanas incluyen términos como moreno, leonado u oliva, aunque algunas poblaciones también se describían como de piel clara. La mayoría de las poblaciones indígenas norteamericanas se asemejan a las poblaciones africanas y oceánicas en cuanto a la presencia del alelo Ala111.
 

Los nativos sudamericanos y mesoamericanos también suelen considerarse de piel oscura. En la región andina de Perú, Bolivia, Chile y Argentina se dan altos niveles de radiación ultravioleta.

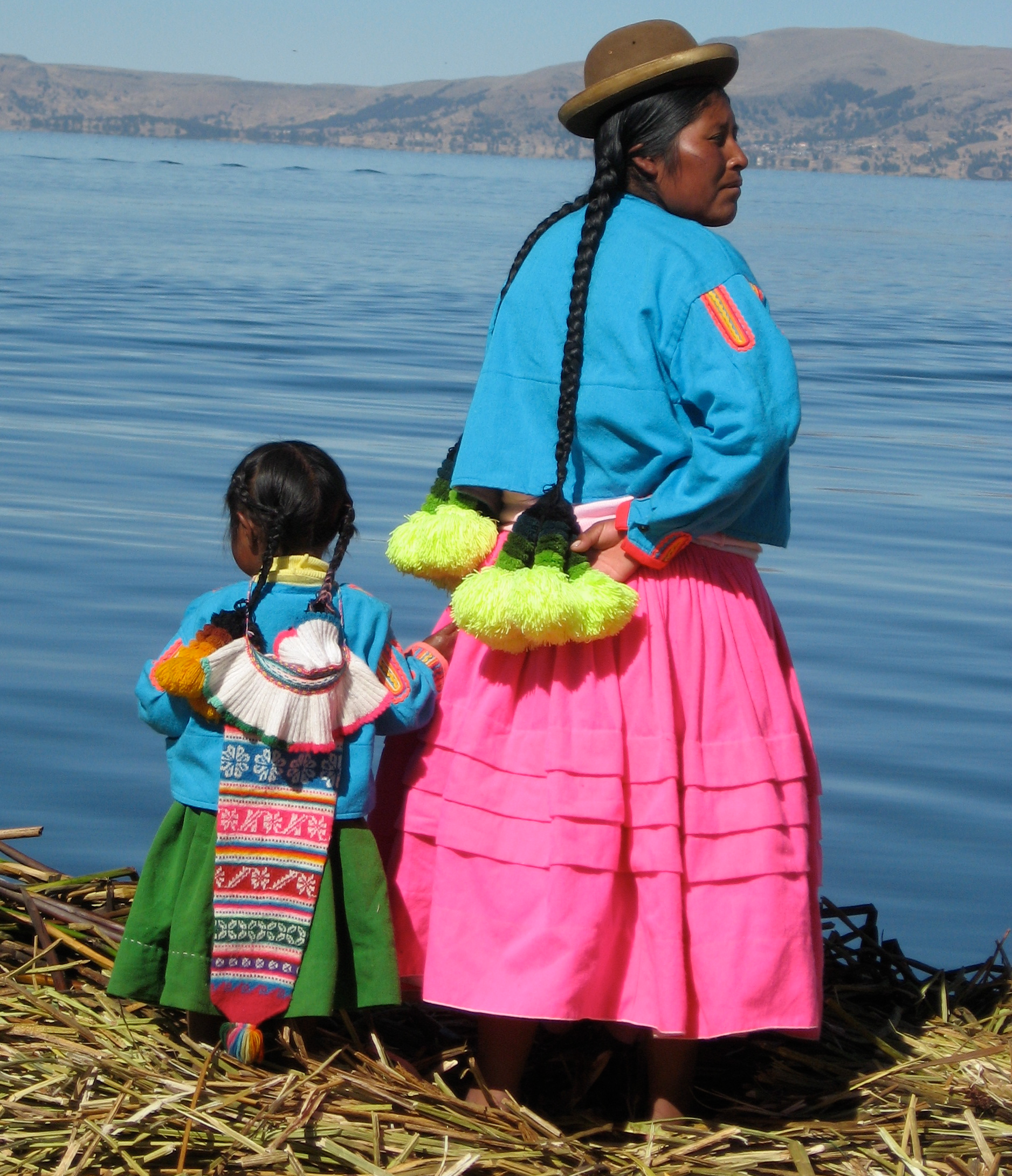
Madre e hija indígenas de las islas Urus.
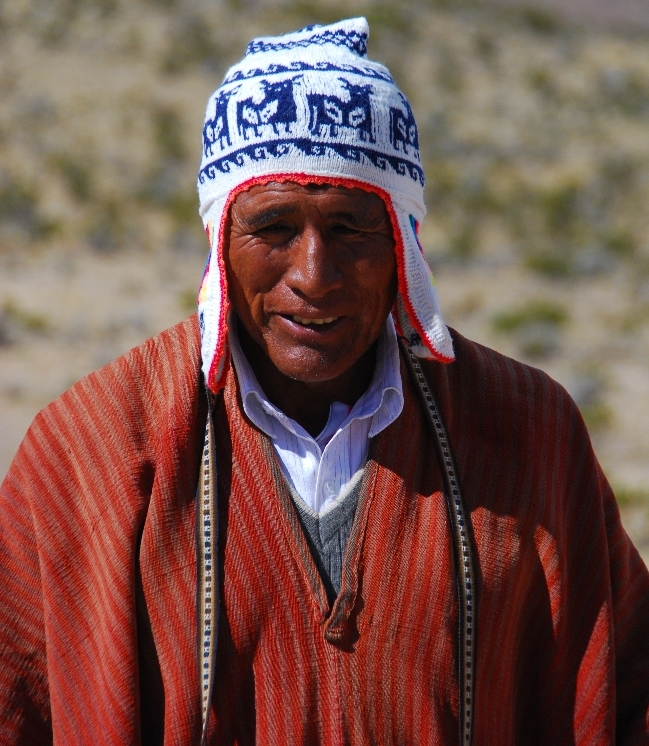
Indígena de Bolivia.
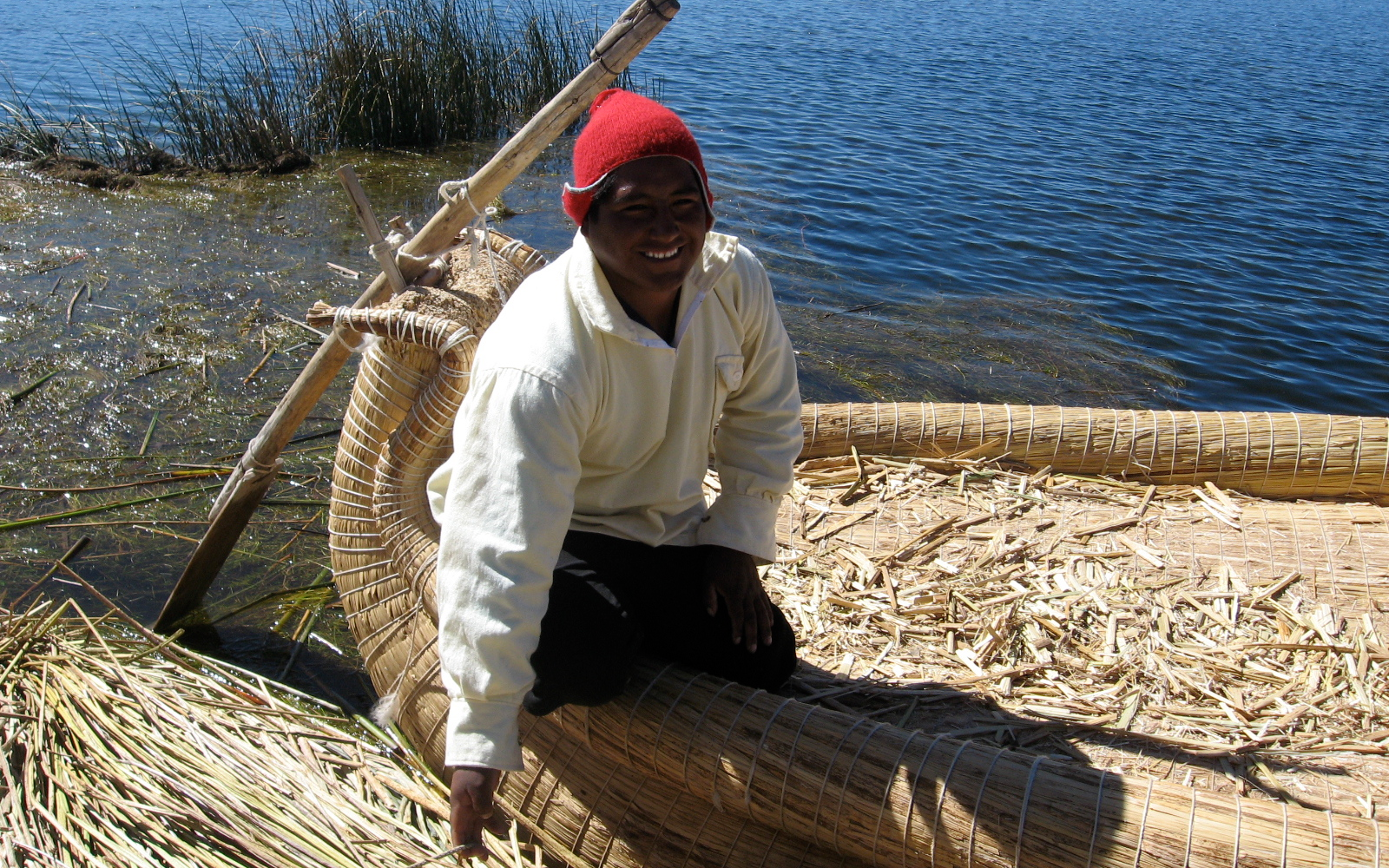
Pescador indígena del lago Titicaca.

## Cultura
La preferencia o el desprecio por la piel más oscura ha variado según la zona geográfica y la época.